# Pyeonghae
Pyeonghae (hangeul: 평해읍) est une petite ville de Corée du Sud, située dans la province du Gyeongsang du Nord et le district de Uljin. Elle a le statut de cité (eup).
Pyeonghae abritait 3 459 habitants en 2011.